# Olympische Winterspiele 1980/Teilnehmer (Finnland)
| Gelbes Symbol für Goldmedaillen mit stilisierten Olympischen Ringen | Graues Symbol für Silbermedaillen mit stilisierten Olympischen Ringen | Braundes Symbol für Bronzemedaillen mit stilisierten Olympischen Ringen |
| ------------------------------------------------------------------- | --------------------------------------------------------------------- | ----------------------------------------------------------------------- |
| 1                                                                   | 5                                                                     | 3                                                                       |

Finnland nahm an den Olympischen Winterspielen 1980 in Lake Placid mit einer Delegation von 52 Athleten (44 Männer, 8 Frauen) teil. Der Biathlet Heikki Ikola wurde als Fahnenträger der finnischen Mannschaft zur Eröffnungsfeier ausgewählt.

## Teilnehmer nach Sportarten

### Biathlon
Herren:
- Erkki Antila
10 km: 12. Platz
20 km: 5. Platz
4 × 7,5 km: 7. Platz
- Heikki Ikola
20 km: 18. Platz
- Keijo Kuntola
10 km: 35. Platz
4 × 7,5 km: 7. Platz
- Kari Saarela
4 × 7,5 km: 7. Platz
- Raimo Seppänen
20 km: 32. Platz
4 × 7,5 km: 7. Platz
- Arto Sutinen
10 km: 24. Platz

### Eishockey
Herren: 4. Platz
| - Kari Eloranta - Hannu Haapalainen - Markku Hakulinen - Markku Kiimalainen - Antero Kivelä - Jukka Koskilahti - Hannu Koskinen - Jari Kurri - Mikko Leinonen - Reijo Leppänen | - Tapio Levo - Lasse Litma - Jarmo Mäkitalo - Esa Peltonen - Jukka Porvari - Olli Saarinen - Seppo Suoraniemi - Timo Susi - Jorma Valtonen - Ismo Villa |

### Eiskunstlauf
Damen:
- Susan Broman
17. Platz
- Kristiina Wegelius
10. Platz

### Eisschnelllauf
| Damen: - Anneli Repola 500 m: 20. Platz 1000 m: 28. Platz 1500 m: 21. Platz 3000 m: 15. Platz | Herren: - Pertti Niittylä 500 m: 22. Platz 1000 m: 14. Platz 1500 m: 14. Platz 5000 m: 17. Platz 10.000 m: 19. Platz - Esa Puolakka 500 m: 25. Platz 1000 m: 35. Platz - Jukka Salmela 500 m: 18. Platz 1000 m: 30. Platz |

### Ski Nordisch

#### Langlauf
| Damen: - Marja Auroma 5 km: 25. Platz 4 × 5 km: 5. Platz - Marja-Liisa Kirvesniemi-Hämäläinen 5 km: 19. Platz 10 km: 18. Platz 4 × 5 km: 5. Platz - Helena Kivioja-Takalo 5 km: 8. Platz 10 km: 4 × 5 km: 5. Platz - Ulla Maaskola 10 km: 32. Platz - Hilkka Riihivuori-Kuntola 5 km: 10 km: 4 × 5 km: 5. Platz | Herren: - Jorma Aalto 30 km: 26. Platz - Asko Autio 50 km: 9. Platz - Kari Härkönen 15 km: 19. Platz - Harri Kirvesniemi 15 km: 8. Platz 30 km: 18. Platz 4 × 10 km: - Juha Mieto 15 km: 30 km: 7. Platz 50 km: 4 × 10 km: - Matti Pitkänen 30 km: 6. Platz 50 km: 11. Platz 4 × 10 km: - Pertti Teurajärvi 15 km: 20. Platz 50 km: 18. Platz 4 × 10 km: |

#### Skispringen
- Pentti Kokkonen
Normalschanze: 5. Platz
Großschanze: 12. Platz
- Jari Puikkonen
Normalschanze: 16. Platz
Großschanze:
- Jouko Törmänen
Normalschanze: 8. Platz
Großschanze:
- Kari Ylianttila
Normalschanze: 32. Platz
Großschanze: 13. Platz

#### Nordische Kombination
- Jorma Etelälahti
Einzel (Normalschanze / 15 km): 13. Platz
- Jouko Karjalainen
Einzel (Normalschanze / 15 km):
- Jukka Kuvaja
Einzel (Normalschanze / 15 km): 22. Platz
- Rauno Miettinen
Einzel (Normalschanze / 15 km): 23. Platz